# Wapen van Het Maasterras

Wapen van Het Maasterras

Het wapen van Het Maasterras werd op 16 januari 1981 aan het Nederlands Limburgse waterschap Het Maasterras toegekend. Het wapen bleef tot de fusie met Midden-Limburg en Noord-Limburg in 1994 in gebruik. Het Maasterras fuseerde in 1972 met het waterschap De Niers en in 1980 met het waterschap De Rijnbeek. In 1994 is het waterschap opgegaan in het nieuwe waterschap Peel en Maasvallei. Het wapen van dat waterschap vertoont eveneens een gaffel en een van de molenraderen uit het wapen van Maasterras.

## Blazoenering
De blazoenering van het wapen luidde als volgt:
Gedeeld van goud en sabel met in het schildhoofd twee molenraderen en in de voet een gesloten kasteel met drie gekanteelde torens, de middelste toren hoger dan de beide andere, alles van het een in het ander, en over alles heen een omgekeerde gaffel, gedeeld van azuur en zilver. Het schild gedekt met een gouden kroon van drie bladeren en twee parels.
Het wapen is gedeeld, het eerste deel is van goud en het tweede is zwart. In beide in het schildhoofd een molenrad, in het gouden deel is deze zwart en in het zwarte deel van goud. In de schildvoet een kasteel: in het gouden deel zwart en in het zwarte deel van goud. Het kasteel is gesltoen en heeft drie torens met kantelen. In het midden een omgekeerde gaffel die het wapen in drie delen splitst. De gaffel is zelf gedeeld in een deel blauw en zilver. Het blauwe deel gaat over de gouden schildhelft en het zilveren deel over het zwarte. Op het schild is een gravenkroon geplaatst.

## Symboliek
Het wapen bevat verschillende wapenstukken die symbool staan voor elementen uit het landschap binnen het waterschap. De Maas en de beken die in de Maas vloeien worden samen gesymboliseerd door de gaffel; de Maas is de blauwe helft en de beken de zilveren helft. In de beken hebben watermolens gestaan, de twee schepraderen verwijzen naar dit historische feit. 
In het onderste deel van het wapen staat het kasteel symbool voor het Genneperhuis. Het kasteel is lange tijd van strategisch belang geweest. Het kasteel is verschillende malen door strijdende partijen veroverd en vernield, de laatste keer door de Fransen in 1710, waarna het een ruïne werd. De ruïne is in 1877 gesloopt en de stenen werden onder andere gebruikt om als versterking van de Maasoever te dienen.

## Vergelijkbare wapens

Het wapen van Peel en Maasvallei